# Irma Dorantes
Irma Dorantes (née Irma Aguirre Martínez le 21 décembre 1934 à Mérida) est une actrice et chanteuse mexicaine.

## Filmographie partielle

### Cinéma
- 1949 : Les Bas-fonds de Mexico (Salón México) d'Emilio Fernández : étudiante (non créditée)
- 1950 : La Diablesse (Doña Diabla) de Tito Davison : Colegiala, compagne d'Angélica (non créditée)
- 1951 : Mujeres sin mañana de Tito Davison : Alicia
- 1952 : Los Hijos de María Morales de Fernando de Fuentes : María Salvatierra
- 1952 : El Enamorado de Miguel Zacarías : Gloria
- 1953 : Pepe El Toro d'Ismael Rodríguez : Lucha
- 1953 : Padre nuestro d'Emilio Gómez Muriel : María Elena Molina
- 1957 : Pobres millonarios de Fernando Cortés
- 1957 : El Zorro Escarlata de Rafael Baledón
- 1958 : El Zorro escarlata en la venganza del ahorcado de Rafael Baledón
- 1958 : El Jinete solitario de Rafael Baledón
- 1960 : Bala de Plata de Miguel M. Delgado : Teresa
- 1960 : Orlak, el infierno de Frankenstein de Rafael Baledón : Elvira Dávalos
- 1961 : Tres Romeos y una Julieta de Chano Urueta
- 1962 : Sol en llamas d'Alfredo B. Crevenna : Imelda
- 1963 : Dos alegres gavilanes d'Alfredo B. Crevenna : Carmen Sánchez
- 1964 : El revólver sangriento de Miguel M. Delgado : épouse de Ramón
- 1964 : El rostro de la muerte de Jaime Salvador : Carmelita
- 1966 : Duelo de pistoleros de Miguel M. Delgado : Teresa
- 1968 : Los amores de Juan Charrasqueado de Miguel M. Delgado : Alicia
- 1969 : El jibarito Rafael de Julián Soler
- 1973 : Una rosa sobre el ring d'Arturo Martínez : Cristina
- 1984 : Entre hierba, polvo y plomo de Fernando Durán Rojas
- 1991 : Mí querido viejo de Rafael Villaseñor Kuri
- 2014 : La hija de Moctezuma d'Ivan Lipkies : secrétaire

### Télévision
- 1965 : El Refugio (3 épisodes)
- 1968 : Pueblo sin esperanza (3 épisodes)
- 1968 : Destino la gloria : Toya (3 épisodes)
- 1980 : Juventud (3 épisodes)
- 1984 : La pasión de Isabela : Azucena (2 épisodes)
- 1987 : Tal como somos : Sara (3 épisodes)
- 1987 : Senda de gloria : Carmen (3 épisodes)
- 1989 : Teresa : Juana (3 épisodes)
- 1990 : Ángeles blancos : Tina (77 épisodes)
- 2010 : Cuando me enamoro : Doña Catalina 'Cata' Vda. de Soberón (61 épisodes)